# La Chapelle-sous-Orbais
La Chapelle-sous-Orbais is een gemeente in het Franse departement Marne (regio Grand Est) en telt 51 inwoners (2009). De plaats maakt deel uit van het arrondissement Épernay.

## Geografie
De oppervlakte van La Chapelle-sous-Orbais bedraagt 14,0 km², de bevolkingsdichtheid is dus 3,6 inwoners per km².
De onderstaande kaart toont de ligging van La Chapelle-sous-Orbais met de belangrijkste infrastructuur en aangrenzende gemeenten.

## Demografie
Onderstaande figuur toont het verloop van het inwonertal (bron: INSEE-tellingen).